# اقتصاد إيكولوجي

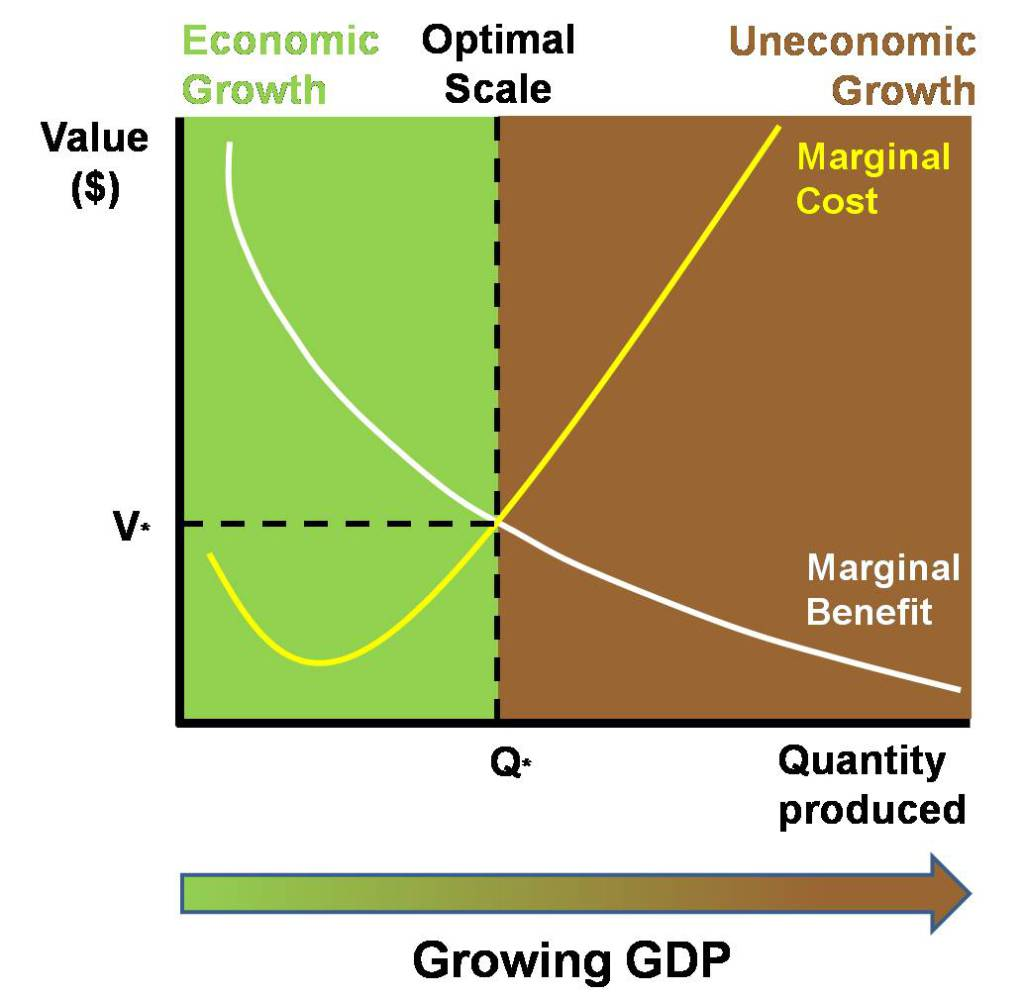
مبدأ الاقتصاد إيكولوجي

إن الاقتصاد الإيكولوجي (الذي يسمى أيضا علم الاقتصاد الحيوي لجورجسكو - رويغن) هو مجال متعدد التخصصات للبحوث الأكاديمية التي تتناول الترابط والتطور المشترك للاقتصادات البشرية والنظم الإيكولوجية الطبيعية، سواء كان ذلك من خلال السريان الزمني أو المكاني. من خلال التعامل مع الاقتصاد على أنه نظام فرعي للنظام البيئي الأكبر للأرض، ومن خلال التأكيد على الحفاظ على رأس المال الطبيعي، يتم تمييز مجال الاقتصاد الإيكولوجي عن الاقتصاد البيئي، وهو التحليل الاقتصادي السائد للبيئة. وجدت دراسة استقصائية للاقتصاديين الألمان أن الاقتصاد الإيكولوجي والبيئي هي مدارس مختلفة للفكر الاقتصادي، مع تأكيد الاقتصاديين الإيكولوجيين على الاستدامة القوية ورفض الاقتراح القائل بأن رأس المال الطبيعي يمكن أن يستبدل برأس مال من صنع الإنسان (انظر القسم المتعلق بالاستدامة الضعيفة مقابل الاستدامة القوية أدناه).
تأسس الاقتصاد الإيكولوجي في الثمانينات كتخصص حديث ناتج عن أعمال وتفاعلات بين مختلف الأكاديميين الأوروبيين والأمريكيين (انظر القسم المتعلق بالتاريخ والتنمية أدناه). والمجال المتصل بالاقتصاد الأخضر هو، بصفة عامة، شكل من أشكال الموضوع الأكثر تطبيقا من الناحية السياسية.
وفقا للاقتصادي الإيكولوجي ماليتي فابر، يتم تعريف الاقتصاد الإيكولوجي من خلال تركيزه على الطبيعة والعدالة والوقت. إن قضايا الإنصاف بين الأجيال، وعدم الرجوع عن التغير البيئي، وعدم التيقن من النتائج الطويلة الأجل، والتنمية المستدامة توجه التحليل والتقييم الاقتصادي الإيكولوجي. شكك الاقتصاديون الإيكولوجيون في النُهُج الاقتصادية الرئيسية الأساسية مثل تحليل التكاليف والفوائد، وفصل القيم الاقتصادية عن البحث العلمي، قائلين إن الاقتصاد معياري لا مفر منه، أي إلزامي، وليس إيجابي أو وصفي. ويُقترح إجراء تحليل للمواقع، يحاول إدراج قضايا الوقت والعدالة، كبديل. ويشترك الاقتصاد الإيكولوجي في العديد من وجهات نظره مع الاقتصاد النسائي، بما في ذلك التركيز على الاستدامة والطبيعة والعدالة وقيم الرعاية.

## التاريخ والتطور
يمكن إرجاع سوابق الاقتصاد الإيكولوجي إلى الرومانسيين في القرن التاسع عشر، فضلاً عن بعض الاقتصاديين السياسيين التنويريين في تلك الحقبة. وأعرب توماس مالثوس عن قلقه بشأن السكان، في حين تنبأ جون ستيوارت ميل باستصواب الحالة الثابتة للاقتصاد. وتوقع ميل من خلال ذلك رؤى لاحقة من الاقتصاديين الإيكولوجيين الحديثين، ولكن دون أن يكون لديهم خبرة في التكاليف الاجتماعية والإيكولوجية للتوسع الاقتصادي بعد الحرب العالمية الثانية. في عام 1880، حاول الخبير الاقتصادي الماركسي سيرغي بودولينسكي عمل نظرية العمل ذات القيمة القائمة على الطاقة المتجسدة؛ وقد قرأ عمله ونقده ماركس وإنجلز. وطوّر أوتو نيورث نهج إيكولوجي قائم على اقتصاد طبيعيّ كان يستخدم من قبل الجمهورية البافاريّة السوفييتيّة في 1919. وقال أن نظام السوق لا يأخذ في الاعتبار احتياجات الأجيال المقبلة، وأن الاقتصاد الاشتراكي يتطلب حسابا عينياً، وتتبع جميع المواد المختلفة، بدلاً من تجميعها في صورة أموال مكافئة. وفي هذا الصدد، تم انتقاده من قبل الاقتصاديين الليبراليين الجدد مثل لودويغ فون ميسّس وفريدريش هايك فيما أصبح يعرف بمناقشة الحساب الاشتراكي.
كما يمكن إرجاع النقاش حول الطاقة في النظم الاقتصادية إلى الكيميائي الإشعاعي فريدريك سودي الحائز على جائزة نوبل (1877-1956). في كتابه الثروة والثروة الافتراضية والديون (1926)، انتقد سودي الاعتقاد السائد للاقتصاد على أنه آلة حركة دائمة، قادرة على توليد ثروة لا نهائية - وهو انتقاد تم التوسع فيه من قبل الاقتصاديين الإيكولوجيين في وقت لاحق مثل نيكولاس جورجسكو- رويغن وهيرمان دالي.
ويشمل الأسلاف الأوروبية للاقتصاد الإيكولوجي ك. وليام كاب (1950) كارل بولاني (1944)، والاقتصادي الروماني نيكولاس جورجسكو-رويغن (1971). قام جورجسكو-رويغن، الذي سيكون في وقت لاحق معلم لهيرمان دالي في جامعة فاندربيلت، بتقديم الاقتصاد الإيكولوجي مع إطار مفاهيمي حديث على أساس تدفقات المواد والطاقة من الإنتاج والاستهلاك الاقتصادي.

### مدارس الفكر
توجد في هذا المجال مدارس فكرية متنافسة مختلفة. وبعضها قريب من اقتصاديات الموارد والبيئة في حين أن البعض الآخر أكثر تباينا في التوقعات. ومن الأمثلة على المجموعة الأولى الجمعية الأوروبية للاقتصاد الإيكولوجي. ومن الأمثلة على المجموعة الثانية معهد بيجير السويدي الدولي للاقتصاد الإيكولوجي. وقد دافع كلايف سباش عن تصنيف حركة الاقتصاد الإيكولوجي الذي ينقسم إلى ثلاث فئات رئيسية. هؤلاء هم الاقتصاديون الرئيسيون في الموارد الجديدة، والبراجماتيون البيئيون الجدد والاقتصاديين الإيكولوجيين الاجتماعيين الأكثر تطرفاً. ويظهر عمل المسح الدولي الذي يقارن أهمية الفئات بالنسبة للاقتصاديين الرئيسيين والغير تقليديين بعض الانقسامات الواضحة بين الاقتصاديين البيئيين والإيكولوجيين.

### الاختلافات عن الاقتصاد السائد
يعطي بعض الاقتصاديين الإيكولوجيين الأولوية لإضافة رأس المال الطبيعي إلى التحليل النموذجي للأصول الرأسمالية للأراضي والعمالة ورأس المال. ثم يستخدم هؤلاء الاقتصاديون الإيكولوجيون أدوات من الاقتصاد الرياضي كما هو الحال في الاقتصاد السائد، ولكنهم قد يطبقونها على نحو أوثق على العالم الطبيعي. وفي حين أن الاقتصاديين الرئيسيين يميلون إلى أن يكونوا متفائلين بشأن التكنولوجيا، إلا أن الاقتصاديين الإيكولوجيين يميلون إلى أن يكونوا متشككين بشأن التكنولوجيا. وهم يرجعون السبب في أن العالم الطبيعي لديه قدرة حمل محدودة وأن موارده قد تنفد. وبما أن تدمير الموارد البيئية الهامة يمكن أن يكون كارثيا وبلا رجعة، فإن الاقتصاديين الإيكولوجيين يميلون إلى تبرير التدابير التحذيرية القائمة على المبدأ التحوطي.
المثال الأكثر اقناعا على كيفية تعامل النظريات المختلفة مع الأصول المماثلة هو النظم الإيكولوجية للغابات المطيرة المدارية، وبالتحديد منطقة ياسوني في الإكوادور. في حين أن هذه المنطقة لديها رواسب كبيرة من البيتومين كما أنها واحدة من النظم الإيكولوجية الأكثر تنوعا على الأرض وبعض التقديرات تثبت أن لديها أكثر من 200 من المواد الطبية غير المكتشفة في الجينات الخاصة بها - والتي سيتم تدمير معظمها عن طريق قطع الأشجار في الغابة أو تعدين البيتومين. ومن الواضح، أن ثروة الجينات في هذه المناطق لا تقدر تقديرا ً صحيحا حيث أن التحليلات تنظر إلى الغابات المطيرة في المقام الأول على أنها مصدر للأخشاب والنفط/القطران وربما الغذاء. كما يتم تقدير قيمة الائتمان الكربوني لترك البيتومين الكثيف الكربون («الثقيل») في الأرض - فقد حددت حكومة إكوادور سعراً قدره 350 مليون دولار أمريكي لعقد نفطي بقصد بيعه لشخص ملتزم بعدم ممارسة هذا النشاط على الإطلاق. وبدلا من ذلك الحفاظ على الغابات المطيرة.
في حين أن هذا النهج المتمثل في رأس المال الطبيعي وخدمات النظم الإيكولوجية قد أثبت شعبيته بين العديد من البلدان، فقد كان موضع خلاف أيضاً على أنه فشل في معالجة المشاكل الأساسية المتعلقة بالاقتصاد السائد والنمو ورأسمالية السوق والتقييم النقدي للبيئة. وكانت الانتقادات تتعلق بالحاجة إلى خلق علاقة مع الطبيعة والعالم غير البشري تكون أكثر نفعاً مما تشهده الإيكولوجيا الضحلة وتعديلات الاقتصاديين البيئيين لكل شيء خارج نظام السوق.

## الطبيعة وعلم البيئة
في الاقتصاد الإيكولوجي، يستغنى عن مخطط التدفق الدائري البسيط للدخل ويستخدم عوضًا عنه مخطط تدفق أعقد يعكس دخل الطاقة الشمسية، التي تحافظ على المدخلات الطبيعية والخدمات البيئية التي تستخدم بعدها كوحدات إنتاج. بعد أن تستهلك، تخرج المدخلات الطبيعية من الاقتصاد على شكل تلوث ونفايات. تسمى قدرة البيئة على توفير خدمات ومواد «وظيفة المصدر الخاصة بالبيئة»، وهذه الوظيفة تنضب مع استهلاك الموارد أو مع تلويث مصادر التلوث للموارد. تصف «وظيفة المصرف» قدرة البيئة على امتصاص النفايات غير المؤذية والتلوث غير المؤذي ومعالجتهما. عندما تتجاوز مخرجات النفايات حد وظيفة المصرف، يحدث الضرر طويل الأجل. تمتص بعض الملوثات الراسخة -كبعض الملوثات العضوية والنفايات النووية- ببطء شديد أو لا تمتص مطلقًا؛ يؤكد علماء الاقتصاد الإيكولوجي على أهمية تقليل «الملوثات التراكمية» إلى الحد الأدنى. تؤثر الملوثات على صحة البشر وصحة النظام البيئي.
القيمة الاقتصادية لرأس المال الطبيعي وخدمات النظام البيئي مقبولة من مجال الاقتصاد البيئي السائد عمومًا، ولكن الاقتصاد الإيكولوجي يؤكد عليها بوصفها ذات أهمية خاصة. قد يبدأ علماء الاقتصاد الإيكولوجي بتقدير كيفية المحافظة على بيئة مستقرة قبل تقييم الكلفة بالدولار. قاد عالم الاقتصاد الإيكولوجي روبرت كوستانزا محاولةً لتقييم النظام البيئي العالمي في 1997. وخلصت المقالة المنشورة في الأصل في مجلة نيتشر إلى قيمة 33 تريليون دولار بتراوح من 16 تريليونًا حتى 54 تريليونًا (في 1997، كان الناتج الإجمالي للعالم 27 تريليون دولار). ذهبت نصف القيمة إلى تدوير المغذيات. كان للمحيطات المفتوحة والرفوف القارية والمصبات أعلى قيمة إجمالية، وذهبت أعلى القيم بالنسبة لواحدة المساحة إلى المصبات، والمستنقعات/سهول الفيضانات، ومروج عشب البحر والطحالب. انتقد هذا العمل من قبل مقالات في مجلة الاقتصاد الإيكولوجي إيكولوجيكال إيكونوميكس المجلد 25، العدد 1، ولكن النقاد اعترفوا بالفائدة الإيجابية الكامنة له للتقييم الاقتصادي للنظام البيئي العالمي.
قدرة الحمل لكوكب الأرض مسألة جوهرية في الاقتصاد الإيكولوجي. أشار اقتصاديون أوائل مثل ثوماس مالتوس إلى محدودية سعة الأرض (قدرة الحمل الخاصة بها)، وكان هذا محوريًا أيضًا في دراسة معهد ماساتشوستس للتكنولوجيا (إم آي تي) حدود للنمو. يقترح قانون الإنتاجية المتناقصة أن زيادة الإنتاجية ستتباطأ إذا لم يأت تقدم تكنولوجي بارز كبير. قد يصبح إنتاج الغذاء مشكلةً، إذ يخفض كل من التآكل، وأزمة المياه المحدقة، وملوحة التربة (من الري) الإنتاجية الزراعية. يرى علماء الاقتصاد الإيكولوجي أن الزراعة الصناعية -التي تفاقم هذه المشكلات- ليست طريقة مستدامة في الزراعة، ويميلون بشكل عام إلى الزراعة العضوية، التي تخفض أيضًا ناتج الكربون.
يعتقد بأن مصائد الأسماك العالمية وصلت إلى ذروتها وبدأت بالنضوب، مع وصول المساكن الطبيعية القيمة كالمصبات إلى ظروف حرجة. لا تساعد تربية الحيوانات المائية أو زراعة الأسماك آكلة الأسماك، كالسلمون، في حل هذه المشكلة لأنها يجب أن تتغذى على منتجات من أسماك أخرى. أظهرت الدراسات أن زراعة السلمون لها آثار سلبية كبرى على السلمون البري، بالإضافة إلى أسماك الأعلاف التي يجب التقاطها لإطعام السلمون.
بما أن الحيوانات أعلى على السلم الغذائي، فإنها مصادر أقل كفاءة لطاقة الطعام. سيقلل استهلاك اللحوم من الطلب على الطعام، ولكن مع تطور الأمم، تميل أكثر لتبني أنظمة غذائية أكثر اعتمادًا على اللحوم كما هو الحال في الولايات المتحدة الأمريكية. يؤدي الطعام المعدل وراثيًا -وهو حل تقليدي للمشكلة- إلى مشاكل عديدة – تنتج الذرة المعدلة وراثيًا بروتين/ذيفان العصوية التورنجية الخاص بها، ولكن يعتقد أن مقاومة الآفات مسألة وقت وحسب.
يعد الاحترار العالمي الآن بشكل واسع مسألة كبرى، إذ عبرت كل الأكاديميات العلمية الوطنية عن اتفاقها بشأن أهمية هذه المسألة. مع تكاثف النمو السكاني وزيادة الطلب على الطاقة، يواجه العالم أزمة طاقة. يتنبأ بعض الاقتصاديين والعلماء بأزمة إيكولوجية عالمية إذا لم يسيطر على استخدام الطاقة – وتقرير ستيرن مثال على ذلك. أدى الاختلاف إلى احتدام النقاش حول آلية الخصم والعدالة بين الأجيال.

## القواعد الأخلاقية

### الاقتصاد الأخضر
في دوائر السياسات الدولية والإقليمية والوطنية، نمت شعبية مفهوم الاقتصاد الأخضر استجابةً للأزمة المالية في البداية، ثم أصبح وسيلةً للنمو والتنمية.
يعرف برنامج البيئة التابع للأمم المتحدة «الاقتصاد الأخضر» كاقتصاد يركز على الجوانب الإنسانية والتأثيرات الطبيعية والنظام الاقتصادي الذي يمكن أن يولد وظائف مرتفعة الرواتب. في 2011، طور هذا التعريف أكثر إذ أصبحت كلمة «أخضر» تستخدم للإشارة إلى الاقتصاد الذي يكون -بالإضافة إلى كونه غنيًا بالموارد وحسن التنظيم- غير متحيز، ما يكفل تحولًا موضوعيًا إلى اقتصاد منخفض الكربون، وذو كفاءة عالية للموارد، وشامل للجميع.
تشكل الأفكار والدراسات المعنية بالاقتصاد الأخضر علامة تحول أساسي نحو تقنيات أعلى كفاءة، ومتعددة الموارد، وصديقة للبيئة، وموفرة للموارد، يمكنها تخفيف الانبعاثات وإضعاف الآثار الجانبية للتغير المناخي، مع مواجهة مشاكل استهلاك الموارد والخراب البيئي الخطير.
كمطلب لا غنى عنه وشرط مسبق مهم لتحقيق التنمية المستدامة، يروج مناصرو الاقتصاد الأخضر بقوة للحوكمة الجيدة. لزيادة الاستثمارات المحلية والمشاريع الأجنبية، من الضروري وجود بيئة ثابتة يمكن التنبؤ بها للاقتصاد الكلي. كذلك، يشترط لبيئة كهذه أيضًا أن تكون شفافة وخاضعة للمسؤولية. في غياب بنية حوكمة صلبة وقوية، لن يكون لمفهوم التحول نحو طريق تنمية مستدامة معنى ذو أهمية. ولأجل الوصول إلى اقتصاد أخضر، من المهم أن تكون المؤسسات وأنظمة الحكم مؤهلة لضمان التنفيذ الكفوء للاستراتيجيات، والتوجيهات، والحملات، والبرامج.
التحول إلى اقتصاد أخضر يتطلب عقلية جديدة وتطلعًا ابتكاريًا لتنفيذ الأعمال. ويتطلب كذلك قدرات جديدة، ومجموعة مهارات من العمال والمحترفين الذين يمكنهم العمل بكفاءة في أكثر من قطاع، والقادرين على العمل كعناصر فعالة في فرق متعددة الاختصاصات. لتحقيق هذا الهدف، يجب تطوير حزم تدريب مهني بتركيز على جعل القطاعات خضراء (أي جعلها صديقة للبيئة). في الوقت نفسه، يجب على النظام التعليمي أن يقيم أيضًا ليتلاءم مع الاعتبارات البيئية والاجتماعية للأفرع المختلفة.

## الانتقادات
ينظر غالبًا إلى تعيين قيمة مالية للموارد الطبيعية كالتنوع الحيوي وخدمات النظام البيئي الصاعدة باعتبارها عملية ذات أهمية مفتاحية في التأثير على الممارسات والسياسات الاقتصادية وصناعة القرارات الاقتصادية. وفي حين تغدو هذه الفكرة أكثر قبولًا شيئًا فشيئًا في أوساط علماء البيئة ومناصري الحفاظ على البيئة، فإن البعض يجادل بأن هذا خطأ من أصله.
يجادل ماك كولي بأن الاقتصاد الإيكولوجي والحفاظ الناتج عنه والمبني على خدمة النظام البيئي يمكن أن يكونا مضرين. ويصف أربع مشاكل أساسية في هذه الطريقة:
أولًا، يبدو أنه من المفترض أن كل خدمات الأنظمة البيئية مفيدة ماليًا. ولكن هذا الفرض تهدده خاصية أساسية للأنظمة البيئية: فهي لا تتصرف بشكل خاص لصالح أي نوع بعينه. وفي حين يمكن أن تكون بعض الخدمات مفيدة جدًا لنا، كالحماية الساحلية من الأعاصير عن طريق الأيكات الساحلية على سبيل المثال؛ يمكن لأخرى أن تؤدي إلى أذىً مالي أو شخصي، كاصطياد الذئاب للقطعان. يصعب تعقيد الأنظمة البيئية عملية حساب قيمة نوع بعينه. تلعب الذئاب دورًا مصيريًا في تنظيم أعداد الفرائس؛ وقد أدى غياب هكذا مفترس سائد في المرتفعات الاسكوتلندية إلى زيادة أعداد الغزلان، مانعًا التشجير، ما يزيد خطر الفيضانات وتضرر الأملاك.
ثانيًا، فإن تحديد قيم مالية للطبيعة سيجعل الحفاظ عليها معتمدًا على الأسواق التي تتقلب. يمكن لهذا أن يؤدي إلى تراجع قيمة الخدمات التي كانت تعتبر سابقًا مفيدة ماليًا. كما هو الحال في النحل في غابة قريبة من حقول قهوة سابقة في فينكا سانتا فيه، كوستاريكا. قيمت خدمات التلقيح النباتي بما يفوق 60,000 دولار أمريكي في السنة، ولكن بعد الدراسة بقليل، انخفضت أسعار القهوة وأعيدت زراعة الحقول بالأناناس. لا يتطلب الأناناس وجود النحل لحدوث التلقيح، وبذلك انخفضت قيمة خدمة النحل إلى الصفر.
ثالثًا، تقلل برامج الحفظ لأجل المنعة المالية من شأن الإبداع البشري للاختراع وللاستعاضة عن خدمات الأنظمة البيئية بالوسائل الاصطناعية. يجادل ماك كولي بأن هكذا مقترحات محتومة بفترة حياة قصيرة إذ إن تاريخ التكنولوجيا يتمحور حول كيفية تطوير البشرية للبدائل الصناعية لخدمات الطبيعة وبمرور الزمن تميل تكاليف هذه الخدمات للانخفاض. سيؤدي هذا أيضًا إلى انخفاض قيمة خدمات الأنظمة البيئية.
أخيرًا، لا يجب افتراض أن حفظ الأنظمة البيئية مفيد ماليًا دائمًا بالمقارنة مع التعديل. عند إضافة بياض نيلي إلى بحيرة فيكتوريا، كانت النتيجة البيئية هلاك المجموعة الحيوانية المحلية. ولكن هذا الحدث نفسه مدحته المجتمعات المحلية إذ حصلت على فوائد مالية بارزة من تجارة الأسماك.
يجادل ماك كولي بأنه، ولهذه الأسباب؛ فإن محاولة إقناع صناع القرار بحفظ الطبيعة لأسباب مالية ليس الطريق الذي يجب اتباعه، ويجب بدل ذلك الاحتجاج بالأخلاق باعتبارها السبيل الأمثل للترويج لحماية الطبيعة.

## روابط خارجية
- الجمعية البرازيلية للاقتصاد البيئي
- اقتصاديات الأرض
- الاقتصاد البيئي (مجلة)
- المجلة الدولية للاقتصاد الأخضر
- الجمعية الأمريكية للاقتصاد البيئي